# Thomas Wilson Brown
Thomas Wilson Brown (Lusk (Wyoming), 27 de diciembre de 1972)  es un actor estadounidense que comenzó su carrera interpretando a "Augie" en la película del oeste Silverado .

## Vida y carrera
Hijo de un ganadero y de una reina del rodeo. Pasó sus primeros siete años en el rancho de 56 km² (14.000 acres) de la familia, donde era el más joven de un grupo muy unido de primos y hermanos. A los siete años, su familia se mudó a Nuevo México. Tomó clases de baile con su tía y estudió danza clásica. Brown recibió su primer papel a los once años cuando respondió a un pequeño anuncio en un periódico local de Santa Fe (Nuevo México), que buscaba un niño que supiera montar a caballo.
Después de completar Silverado (acreditado como Tom Brown), trabajó en varias películas durante su adolescencia. Es conocido por sus papeles como "Jason Lochner" en el drama televisivo Knots Landing, su notable papel cinematográfico como "Little Russ Thompson" (acreditado como Thomas Brown) en Honey, I Shrunk the Kids, y por su papel coprotagonista en Welcome Home, Roxy Carmichael junto a una jovencísima Winona Ryder.
En 1993, Brown apareció en Beverly Hills, 90210 (episodio The Game is Chicken) como el personaje rebelde Joe. También tuvo algunas apariciones en series de televisión como CSI, Day Break, Nash Bridges y Walker, Ranger de Texas. También desempeñó un pequeño papel en la película Urban Justice de Steven Seagal de 2007.

## Filmografía
| Año        | Título                         | Rol                      | Notas                                        |
| ---------- | ------------------------------ | ------------------------ | -------------------------------------------- |
| 1985       | Silverado                      | Augie                    | Película, acreditado como Tom Brown          |
| 1986       | Down The Long Hill’s           | Hardy Collins            | Película                                     |
| 1987       | Family Sins                    | Bryan Williams           | Película                                     |
| 1987       | St. Elsewhere                  | Elvis                    | Episodio: "Rites of Passage"                 |
| 1989       | Honey, I Shrunk the Kids       | Little Russ Thompson     | Película, acreditado como Thomas Brown       |
| 1989       | Welcome Home                   | Tyler                    | Película                                     |
| 1990       | Welcome Home, Roxy Carmichael  | Gerald Howells           | Película                                     |
| 1990–1991  | Knots Landing                  | Jason Lochner            | Papel recurrente, temporadas 12–13           |
| 1992       | Diggstown                      | Robby Gillon             | Película                                     |
| 1993       | Beverly Hills, 90210           | Joe Wardlow              | Episodio: "The Game Is Chicken"              |
| 1993, 1994 | Boy Meets World                | Announcer                | 3 episodios, acreditado como Thomas Brown IV |
| 1994       | Days of Our Lives              | Keith                    | Papel recurrente                             |
| 1995       | Wild Bill                      | Drover                   | Película                                     |
| 1998       | Walker, Ranger de Texas        | Matthew 'Preacher' Walsh | Episodio: "Saving Grace"                     |
| 2001       | Pearl Harbor                   | Piloto joven             | Películka                                    |
| 2001       | P.O.V.                         | Walther                  | Película                                     |
| 2002       | Flophouse                      | Ray                      | Película                                     |
| 2003       | CSI: Crime Scene Investigation | Steve Jansson            | Episodio: "Homebodies"                       |
| 2012       | The Mooring                    | Richard                  | Película                                     |
| 2020       | Prop Culture                   | Él mismo                 | Episodio: "Honey, I Shrunk the Kids"         |

## Doblaje en español
En sus trabajos doblados al español Thomas Wilson Brown ha sido doblado por varios actores de doblaje:
- Albert Trifol Segarra en Silverado (1985)
- Iván Jara en A través de las colinas (1987)
- Jordi Pons en La ley del odio  (1988)
- Daniel García en Cariño, he encogido a los niños (1989) y en Golpe perfecto (1992)
- Luis Posada en Aquí te pillo, aquí te mato (1990)
- Jesús Maniega en Venganza sobre ruedas (1992)
- Roberto Cuenca Rodríguez en el episodio 3x17 de Sensación de vivir